# MundoMax
MundoMax (первоначально известен как MundoFox с 13 августа 2012 года по 28 июля 2015 года) — американская эфирная телевизионная сеть на испанском языке, принадлежавшая RCN Televisión. Сеть транслировала программы, нацеленные на латиноамериканскую аудиторию на всей территории Соединённых Штатов, были представлены теленовеллы и другие сериализованные драмы, реалити-шоу, игровые шоу и художественные фильмы (как дублированные на испанский версии американских фильмов, так и зарубежные фильмы, снятые в испаноязычных странах).
MundoMax со штаб-квартирой в Лос-Анджелесе с момента её создания до июля 2015 года возглавлялась президентом сети Хосе Молиной в качестве совместного предприятия между RCN и американской Fox Entertainment Group (которая первоначально управляла сетью через своё подразделение Fox International Channels).

## История

### MundoFox
MundoMax ведёт своё происхождение от объявления Fox International Channels и RCN Televisión о том, что две компании совместно запустят новую испаноязычную телевизионную сеть в Соединённых Штатах под брендом MundoFox 23 января 2012 года. Эрнан Лопес, президент и главный исполнительный директор Fox International Channels, сказал, что сеть будет удовлетворять «растущий спрос на качественный испаноязычный контент в США как со стороны зрителей, так и рекламодателей». Согласно данным переписи населения США 2010 года, среди 309 миллионов человек, проживающих в США, 50 миллионов имели ту или иную форму латиноамериканского и латиноамериканского происхождения (всего 16% от общей численности населения); доходы от рекламы на латиноамериканском рынке составили 3,6 млрд долларов из 80 млрд долларов (или 4,5% всех доходов от рекламы) на внутреннем рынке в 2011 году. Лопес отметил, что Fox Broadcasting Company увидела «подобную динамику в игре», когда News Corporation (корпоративная материнская компания Fox International Channels на момент объявления) запустила сеть в октябре 1986 года против установленных англоязычных сетей ABC, NBC и CBS; он добавил, что MundoFox будет стремиться воспроизвести первые годы Fox, конкурируя против известных испаноязычных сетей Univision, Telemundo и TeleFutura.
MundoFox начала программу с мягкого запуска некоторых своих дочерних компаний 1 августа 2012 года; официальный запуск сети произошёл двенадцать дней спустя, 13 августа. До ребрендинга MundoMax штаб-квартира MundoFox вместе с другими телевизионными подразделениями 21st Century Fox в США находилась в Лос-Анджелесе, Калифорния.

### Перезапуск: MundoMax
16 июля 2015 года 21st Century Fox объявила, что продала свою долю в MundoFox компании RCN Televisión, передав колумбийской частной телекомпании полную собственность на сеть. Президент Fox International Channels Герман Лопес заявил, что компания «гордится тем, что запустила MundoFox с RCN, и уверена, что они реализуют весь потенциал сети».
28 июля 2015 года RCN объявила, что в этот день она переименует сеть в MundoMax; изменение названия и новый пакет изображений были полностью реализованы в эфире через две недели, 13 августа, что совпало с третьей годовщиной запуска сети; однако логотип, используемый сетью под именем MundoFox, продолжал использоваться в качестве ошибки на экране во время программирования, а также в сетевых учётных записях Facebook и Twitter до завершения ребрендинга. Кроме того, RCN объявила о закрытии новостного отдела сети, а представители компании утверждали, что выпуск новостей «никогда не входил в планы» сети. Закрытие отдела новостей привело к увольнению 35 сотрудников. 31 июля президент сети Ибра Моралес заявил по поводу этого шага, что «хотя мы отменили «Noticias MundoFox», RCN Television Group продолжает свою приверженность обеспечению качественного освещения новостей для яркого и динамичного латиноамериканского сообщества США».

### Закрытие
6 октября 2016 года RCN Television объявило, что 30 ноября 2016 года MundoMax прекратит свою деятельность и все договоры о присоединении и уволит десятки сотрудников в нескольких отделах, включая администрацию, программирование, продвижение, исследования и продажи в Лос-Анджелесе, Нью-Йорке и Майами. Это было дополнительно подтверждено 10 ноября 2016 года. Сеть сослалась на низкие рейтинги, а также на партнёрскую базу, которая не смогла приобрести кабельную сеть. Несколько филиалов перешли на Estrella TV, а Azteca América и другие испаноязычные сети также воспользовались сложившейся ситуацией. Сеть без церемоний прекратила своё вещание в ночь на 30 ноября в 23:59.

## Правовые вопросы
За день до закрытия MundoMax компания KM Communications (владелец тогдашней аффилированной станции WOCK-CD в Чикаго) подала иск против сети, заявив о мошенничестве, нарушении контракта, недобросовестной деловой практике и ложных обещаниях без намерения их сдержать (в основном с участием сети, выступающей в качестве агента WOCK-CD по продаже рекламы), добиваясь суда присяжных и возмещения ущерба в размере 525 000 долларов. Белинда Вега, поверенная, представляющая KM LPTV, говорит, что «MundoMax взяла на себя определённые обязательства и не выполнила свои обещания».